# Magnesiodumortierite
La magnesiodumortierite è un minerale appartenente al gruppo della dumortierite.